# John Peel
John Robert Parker Ravenscroft, OBE (30. srpna 1939, Heswall, Anglie – 25. října 2004, Cuzco, Peru), známý jako John Peel; byl anglický diskžokej. V roce 1960 odjel do USA, kde se roku 1965 oženil s tehdy patnáctiletou Shirley Anne Milburn. Po návratu do Británie začal v roce 1967 pracovat pro pirátskou rozhlasovou stanici Radio London. Později řadu let působil v BBC. Zemřel na infarkt myokardu ve věku 65 let při dovolené v Peru. Pohřeb se konal 12. listopadu 2004 v Bury St Edmunds, Suffolk,